# Wingsuit

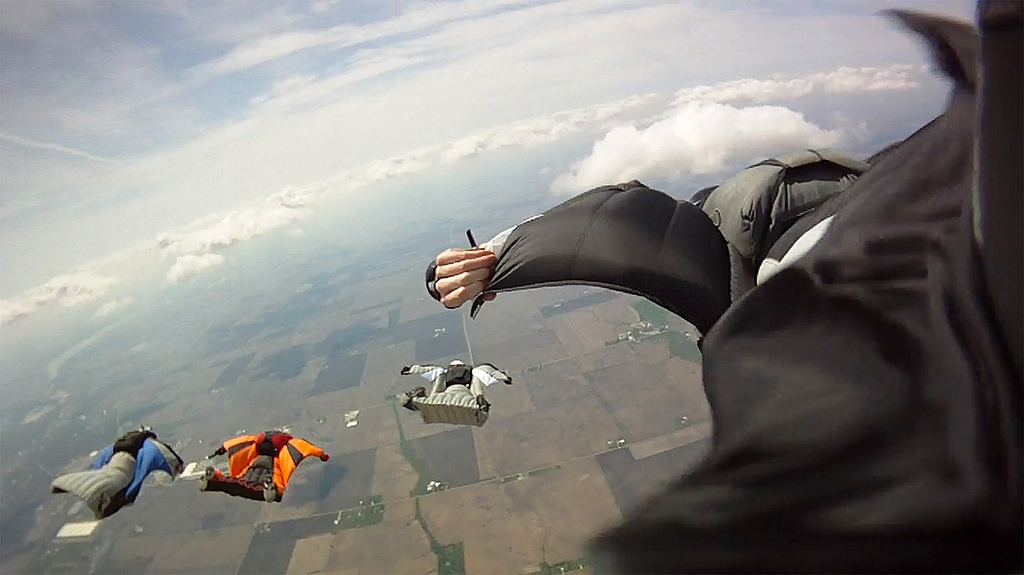
Wingsuit-Team in der Luft

Ein Wingsuit bzw. Flügelanzug ist ein spezieller Anzug zum Fallschirmspringen und Base-Jumping mit Flächen aus Stoff zwischen Armen und Beinen, die, von Luft umströmt, als Flügel wirken. Damit kann der vertikale Fall teilweise in eine horizontale Flugbewegung umgewandelt werden. Wingsuits erreichen eine Gleitzahl bis zu 3, d. h. auf einen Meter Sinkflug werden drei Meter Horizontalflug erreicht. In Deutschland müssen zunächst mindestens 200 Fallschirmsprünge absolviert werden, um, zunächst unter Anleitung, mit einem Wingsuit fliegen zu dürfen.

## Geschichte

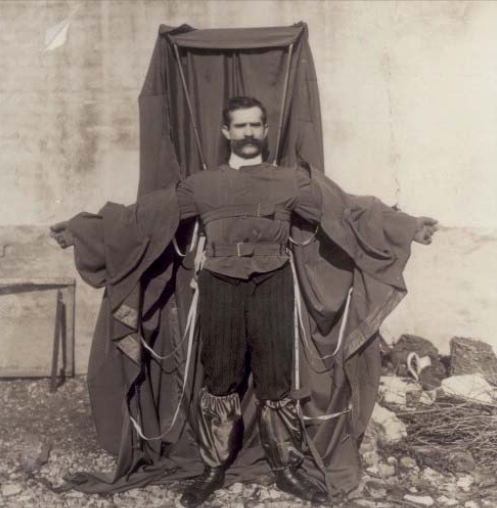
Franz Reichelt mit seinem selbst entworfenen „Fledermaus-Anzug“, Paris 1912

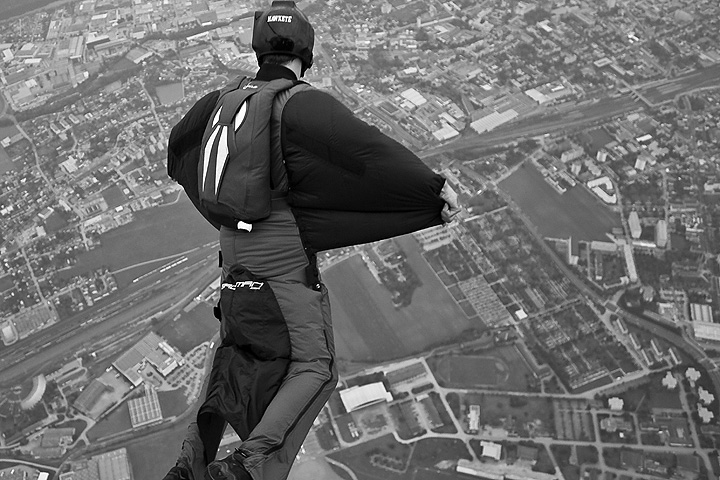
Fallschirmspringer mit einem frühen Wingsuit (Juni 2005)

Anfang der 1910er-Jahre wurde versucht, den freien Fall mit Hilfe künstlicher Flügel zu beeinflussen. Einer der ersten war womöglich der österreichische Schneider Franz Reichelt, der 1912 mit seinem zum Fliegen gedachten, aber ungeeigneten „Fledermaus-Anzug“ vom Eiffelturm in den Tod sprang. Mehr als 70 Fallschirmspringer starben bei verschiedenen Sprung-Experimenten. Die bekanntesten unter ihnen waren die Franzosen Clem Sohn und Léo Valentin. Die häufigste Unfallursache war die Verwicklung der noch sehr starren Konstruktionen mit dem Hauptfallschirm. Einige der Birdmen (deutsch „Vogelmenschen“), wie sie sich selbst nannten, versuchten bewusst, ohne Öffnen des Fallschirms nur mit den Flügeln zu landen.
Auf dem Klausheider Flugtag am 15. September 1963 verunglückte der „Vogelmensch“ Gérard Masselin bei einem Sprung aus 3.000 Metern Höhe mit einem Vorläufer der Wingsuits tödlich. Schon sein älterer Bruder Guy war 1961 in Nancy bei einem dieser früher „Schwingenflug“ genannten Experimentalsprünge ebenfalls tödlich verunglückt.
Anfang der 1970er Jahre führte der Deutsche Peter Böttgenbach bei Flugschauen mit einem selbstgeschneiderten Spezialanzug sichtbare Streckenflüge durch, blieb dabei aber aufgrund des damit einhergehenden Risikos ein Einzelfall.
Mitte der 1990er Jahre entwickelte der Franzose Patrick de Gayardon einen Wingsuit, bei dem er einen neuartigen Spoiler am Rücken mit seinem Schirm vernähte. Seine Versuche endeten am 13. April 1998 mit einem tödlichen Absturz.
Im Herbst 1998 begannen der Finne Jari Kuosma und der Kroate Robert Pečnik die Entwicklung eines leicht beherrschbaren Wingsuits, der von einem durchschnittlichen Fallschirmspringer verwendet werden konnte. Ab Juni 1999 war der erste Wingsuit unter dem Namen BirdMan im Handel erhältlich. Der Ausdruck BirdMan-Anzug oder Birdmansuit wird weiterhin wie ein Synonym und Gattungsname für Wingsuits verwendet.
Moderne Wingsuits haben Kammern, die sich mit Luft füllen, um ein aerodynamisch günstiges Profil zu erreichen. 2016 wurde am Mont Blanc nach Chamonix ein Slalom zwischen zwölf Meter hohen kegeligen luftgefüllten Pylonen realisiert. 2016 wurde ein Rückenflug in 4er-Formation durchgeführt.

## Varianten

### Wingsuit Base-Jumping (WiSBASE)

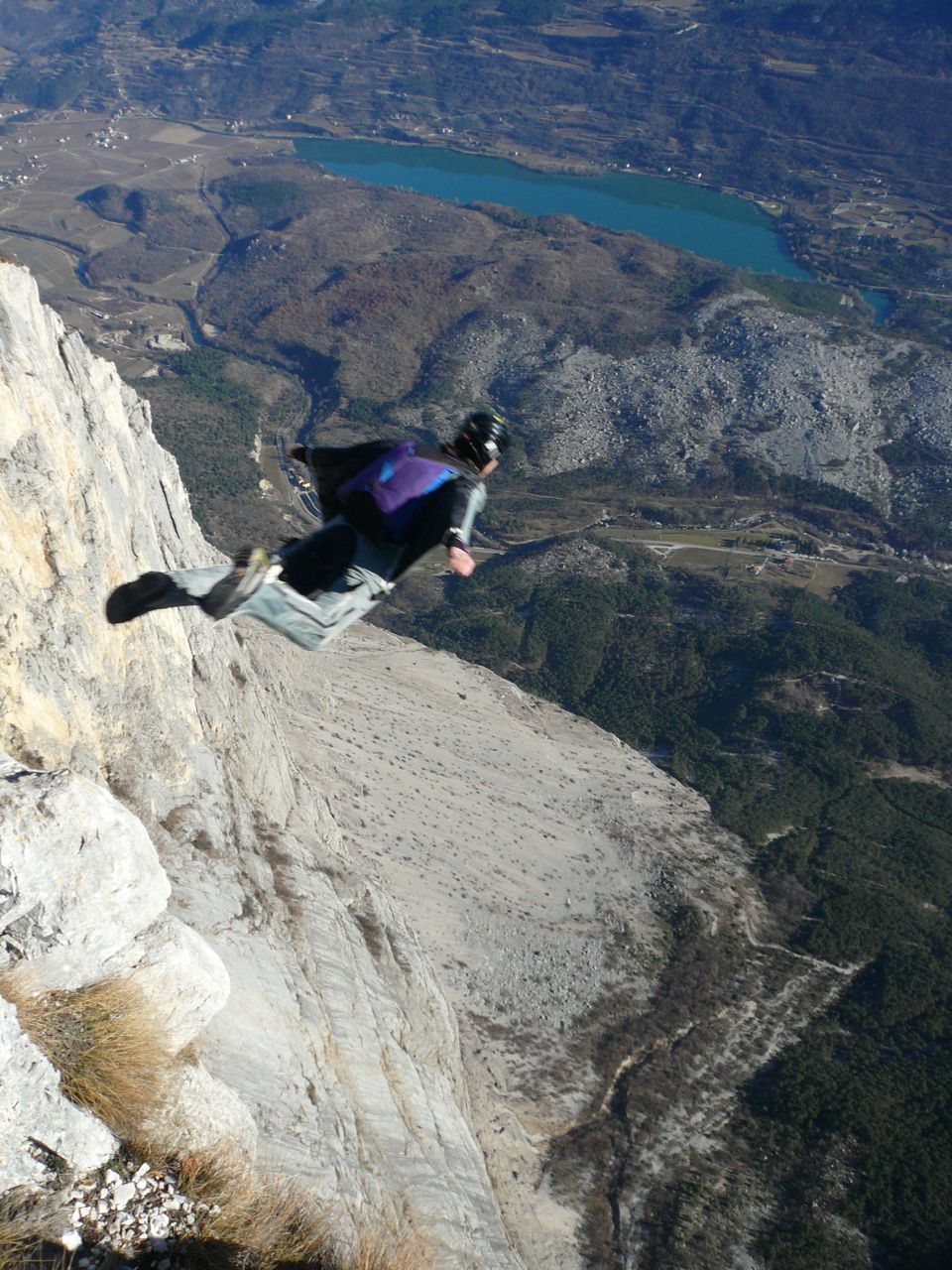
Ein WiSBASE-Sprung vom Berg Brento

De Gayardon sprang Ende des Jahres 1997 das erste Mal mit dem Wingsuit von einem festen Standort, dem Monte Brento in der Nähe von Arco, Italien. Sein Sprung von diesem Standort in 1500 Metern Höhe gilt als erster WiSBASE-Sprung. 6 Jahre später begannen andere Base-Jumper, Wingsuits zu nutzen. Bekannte Orte, an denen Wisbase in Europa praktiziert wird, sind der Kjerag, der Trollstigen in Norwegen, die Gruppe Schweizer Alpen Jungfrau-Aletsch sowie Chamonix-Mont-Blanc in Frankreich.
Am 5. Mai 2013 sprang der Russe Waleri Rosow vom Pfeilerkopf in der Südwand des Changtse, gegenüber der Nordwand des Mount Everest, aus der Weltrekordabsprunghöhe von 7220 Metern. Mit einem speziell für die niedrige Luftdichte entwickelten Wingsuit fiel und flog er hinunter bis zum mehr als 1500 Meter tiefer gelegenen Rongbukgletscher und landete per Fallschirm.

### Proximity Flying
Das Fliegen über Hänge und entlang der Grate der Berge, das proximity flying, ist riskant und spektakulär. Jeb Corliss flog als Erster (24. September 2011) mit einem Wingsuit durch eine Öffnung in der Seite eines Berges im schweizerischen Walenstadt.

### Raketengetriebene Wingsuits
Christian Stadler, Gladbeck, entwickelte im Winter 2006 das vegaV3, ein raketengetriebenes Wingsuit-System. Im Beinflügel des Wingsuits ist eine lenk- und regelbare Antriebseinheit integriert.

### Wingpacks
Starre Flügel (sogenannte Wingpacks) sind einige Jahre erprobt worden. Der österreichische Extremsportler Felix Baumgartner überquerte 2003 mit einer CFK-Tragfläche als erster Mensch in freiem Flug aus 9800 Metern Höhe den Ärmelkanal von Dover bis Calais. Der Schweizer Militärpilot Yves Rossy erprobt seit 2004 einen von ihm entwickelten starren Flügel. Die letzte Entwicklung ist mit für den Transport einklappbaren Flügelspitzen versehen. Am 14. Mai 2008 stellte er sein Fluggerät der Öffentlichkeit vor. Der Start erfolgte durch einen Sprung aus dem Flugzeug mit vier laufenden Mini-Turbinen und eingeklappten Flügelspitzen. Erst nach dem Absprung wurden die Flügel vollständig entfaltet. Die erreichte Geschwindigkeit soll durch die Turbinen bis zu 300 km/h betragen haben. Die Landung erfolgte mit dem Fallschirm.
Für den militärischen Einsatz wird derzeit der Gryphon (deutsch Greif), ein 15 Kilogramm schwerer und 1,8 Meter breiter CfK-Flügel, entwickelt. Der Fallschirmspringer springt mit dem Flügel auf dem Rücken aus ca. 10.000 Metern Höhe ab und kann im Flug in 15 Minuten über 40 Kilometer zurücklegen. In einer weiteren Entwicklungsstufe soll die Reichweite mit zwei Miniatur-Triebwerken vervielfacht werden. Im Horizontalflug soll sich der Springer damit auf über 200 km/h beschleunigen.

## Flugleistungen und Sicherheit

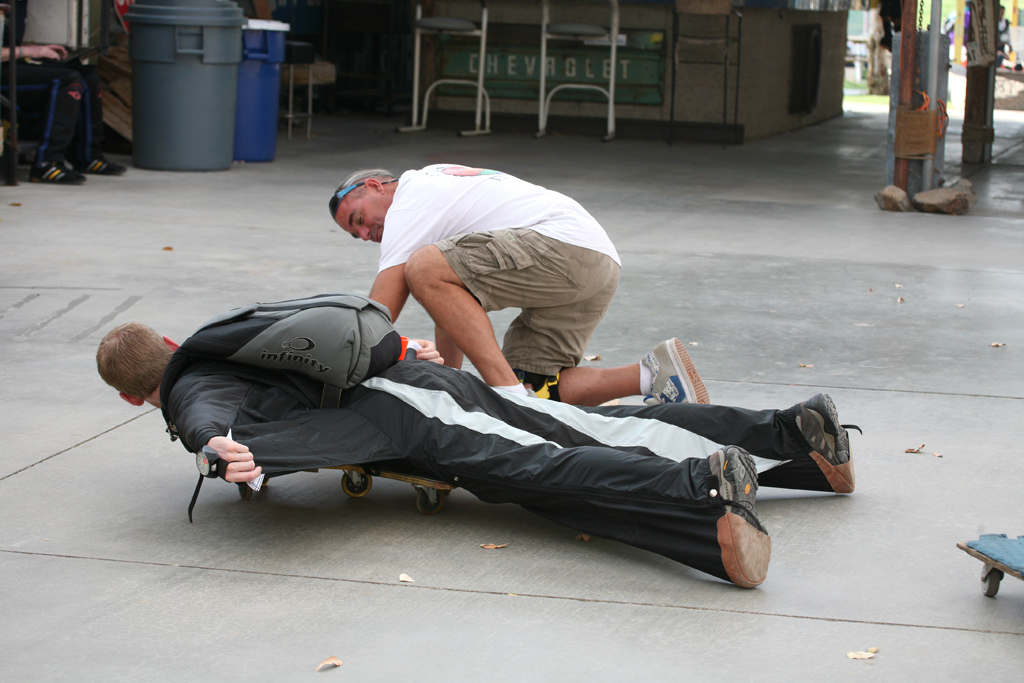
Vorbereitendes Training am Boden

Bei einer durchschnittlichen horizontalen Fluggeschwindigkeit von ca. 130 km/h wird in Abhängigkeit vom Wingsuitmodell der beste Gleitwinkel erreicht. Die Sinkgeschwindigkeit beträgt dabei etwa 40–50 km/h, was ein Gleitverhältnis zwischen 1:2 und 1:2,5 ergibt. Niedrigere Sinkgeschwindigkeiten sind bei niedrigerer Horizontalgeschwindigkeit und einem schlechten Gleitwinkel erreichbar. Es werden beträchtliche Strecken zurückgelegt, wie beispielsweise bei der Überquerung des Alpenhauptkamms durch Remo Läng (von Verbier nach Aosta, 26 Kilometer) nach einem Absprung aus 8.500 Metern Höhe.
Die Gefährlichkeit und Unfallträchtigkeit des Wingsuitfliegens mit BASE-Fallschirmsystem hat in Deutschland zu behördlichen Auflagen geführt: Objektspringer benötigen für jeden Sprung eine Genehmigung. Absprungstellen und Landeplätze müssen freigegeben sein. In der Schweiz werden solche Genehmigungen nicht benötigt. Es gibt jedoch vereinzelt auch Beschwerden aus der Bevölkerung über die hohe Zahl der Unfälle und Todesfälle.
Das Springen mit dem Wingsuit aus dem Flugzeug ist nicht wesentlich gefährlicher als Fallschirmspringen ohne den Anzug. Die Chance von Verdrehungen des Fallschirms nach der Schirmöffnung ist zwar durch die Flügelfläche zwischen Armen und Beinen erhöht, dafür wird der Fallschirm beim Wingsuitfliegen im Regelfall 500 Meter höher geöffnet (1500 anstatt 1000 Meter).
Dean Potter schaffte die längste Dauer eines Base-Wingsuit-Flugs: In 2 Minuten 50 Sekunden flog er, abgesprungen vom Eiger, fast 6,5 Kilometer weit.
Bernhard Kälin löste nach zwei Jahren den Rekord von Dean Potter mit einer Dauer von 4 Minuten und 0 Sekunden ab.

## Mediale Rezeption und Projekte

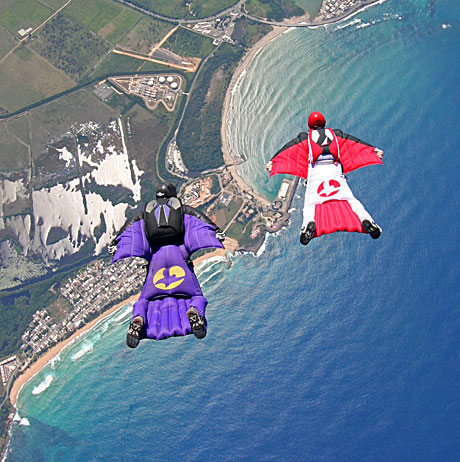
Wingsuit-Flieger über der Küste (Nov. 2006)

- 1997 sprang Patrick de Gayardon aus einem Flugzeug des Typs Pilatus Porter und flog mit Hilfe eines Wingsuits zurück in dasselbe Flugzeug.[19]
- Der Skifilm Seven Sunny Days (2007) von Matchstick Productions zeigt in einem Ausschnitt, wie mehrere Objektspringer, darunter der Extremskifahrer Shane McConkey, mit Wingsuits über die Passstraße des Trollstigen fliegen.[20]
- Im Dezember 2010 sprang eine Gruppe Basejumper in Wingsuits von den Drygalskibergen in der Antarktis.[21][22]
- Im Film Transformers 3 wurden Wingsuit-Flüge u. a. vom Willis Tower in Chicago durchgeführt und mit 3D-Kameras gefilmt.[23][24]
- Im Mai 2012 sprang Gary Connery in einem Wingsuit aus einer Höhe von 731 Metern und landete, ohne den Fallschirm zu nutzen, in einem Stapel Pappkartons.[25][26]
- In zwei Missionen des im November 2012 veröffentlichten Videospiels Call of Duty: Black Ops II kommen Wingsuits von den im Spiel agierenden Navy Seals zum Einsatz.[27][28]
- Im 2015 veröffentlichten Spiel Just Cause 3 ist es ebenfalls möglich, mit einem Wingsuit weite Strecken zurückzulegen, welche sogar sehr nahe über dem Boden stattfinden können.
- Im Film Point Break aus dem Jahre 2015 rast eine Gruppe von Extremsportlern mit ihren Wingsuits für eine Prüfung auf einem waghalsigen Kurs in ein Alpental.

## Rezeption in der Öffentlichkeit
Die Rezeption in der Öffentlichkeit wird vor allem beeinflusst von Fernsehberichten über Wingsuiter bzw. deren Flüge und von Medienberichten über schwere Unfälle bzw. tödlich endende Flüge. Beispiele:
- Am 5. Oktober 2003 starb Dwain Weston durch Aufprall auf das Geländer der Royal Gorge Bridge nahe Cañon City (Colorado, USA) beim Versuch, die Brücke zu überfliegen.
- Im März 2009 starb Shane McConkey. Er hatte zuvor Skifahren, Basejumping und den Einsatz von Wingsuits auf spektakuläre Weise kombiniert.[29]
- Am 14. August 2013 starb Mark Sutton bei einem Wingsuit-Flug, den er (aus einem 3300 m über Normalnull befindlichen Hubschrauber startend) nahe der schweizerisch-französischen Grenze begonnen hatte. Sutton war bekannt, weil er bei der Eröffnungsfeier der Olympischen Sommerspiele 2012 in London als Double des James-Bond-Darstellers Daniel Craig mit dem Fallschirm aus einem Hubschrauber über dem Stadion gesprungen war.[30]
- Am 23. August 2013 starb der spanische Basejumper Álvaro Bultó bei einem Wingfly-Event im Berner Oberland in der Schweiz.[31]
- Am 8. Oktober 2013 starb der ungarische Springer Viktor Kovats bei einem Wettkampf mit 15 Teilnehmern in China (siehe #Vermarktung) und war damit bereits der 22. Todesfall des Jahres.[32]
- Ende März 2014 verunfallten drei Fallschirmspringer mit Wingsuits im Berner Oberland nach einem Sprung aus einem Helikopter.[33]
- Am 16. Mai 2015 verunglückten die Extremsportler Dean Potter und Graham Hunt bei einem gemeinsamen Base-Jump im Yosemite-Nationalpark. Vom 900 m hohen Taft-Point-Felsen gesprungen, wollten beide mit Wingsuits durch einen engen Spalt zwischen zwei Felsen fliegen.[34]
- Anlässlich des tödlichen Anpralls eines Wingsuit-Springers am 3. Oktober 2016 an ein Gebäude in Chamonix wird thematisiert, dass laut Fachmagazin „Blinc“ bei dieser Sportart in diesem Jahr weltweit bereits mehr als 30 Menschen starben.[35]
- Vincent Reffet "Jetman" verunglückt tödlich beim Training Anfang November 2020.[36]
- Am 13. oder 14. September 2021 verunglückte der Australier Lance P. tödlich in der Schweiz.[37][38]
- Am 5. Januar 2023 verunglückte der Niederländer Jarno Cordia (44) tödlich in Lauterbrunnen/Schweiz[39]

## Vermarktung
Als Hersteller von Wingsuits sind heute die Unternehmen Birdman, Phoenix-Fly, Tonysuits, Intrudair, Squirrel Suits und Rainbow Design aktiv.
Als Teil seines medialen Marketings nutzt auch Red Bull das Phänomen und veranstaltet international organisierte Wettkämpfe als sogenannte Weltmeisterschaften unter Wingsuit-Springern, zuletzt am 20. November 2016 mit 40 Teilnehmern aus 18 Ländern in der Wüste Arizonas bei Phoenix mit Noah Bahnson (USA) als Sieger. Drei Jahre zuvor, am 8. Oktober 2013, kam es bei der ebenfalls durch Red Bull organisierten Weltmeisterschaft am Berg Tianmen in der chinesischen Provinz Hubei unter 15 Teilnehmern zum Tod des Ungarn Viktor Kovats.